# Punto antisolare

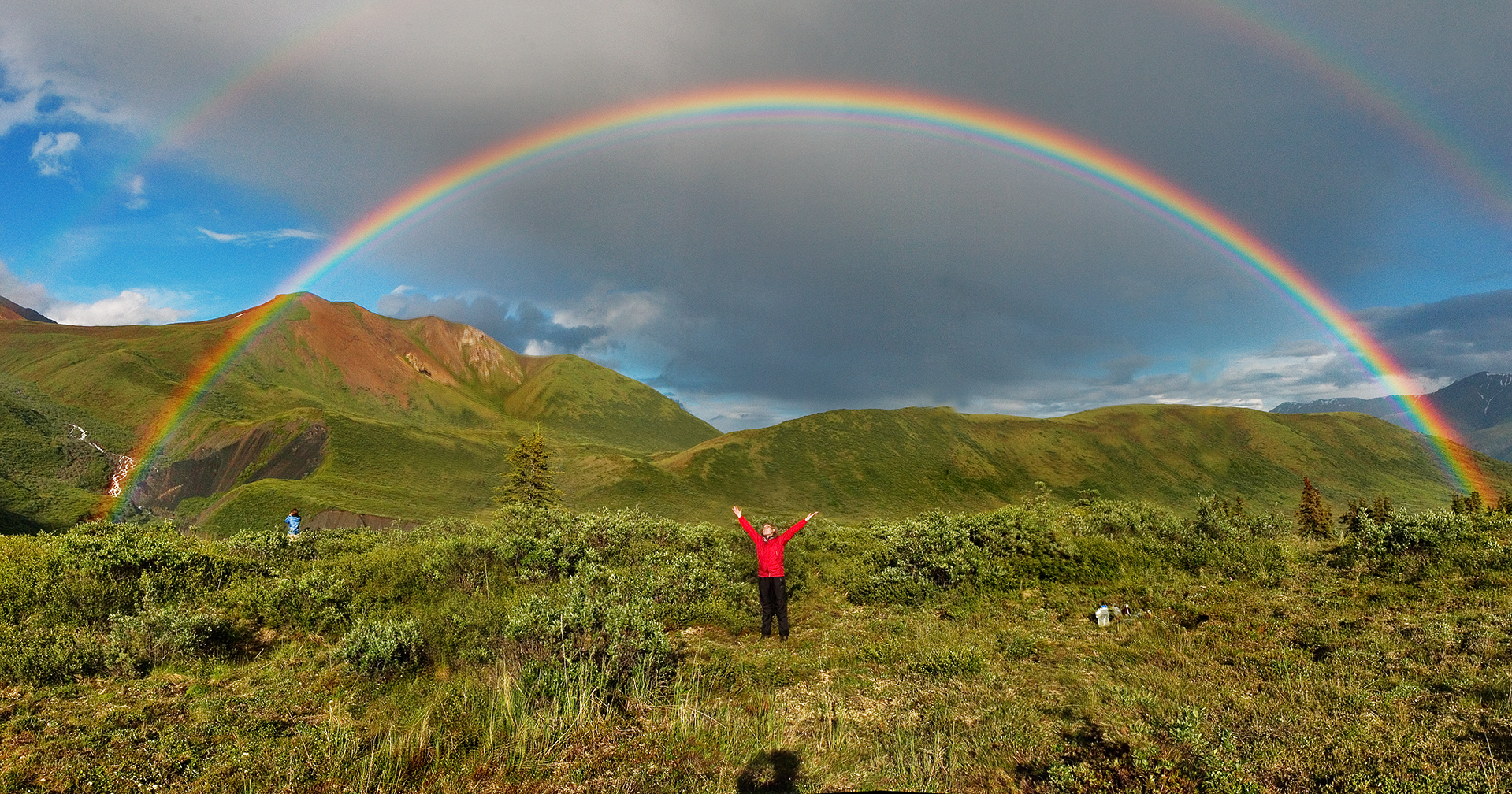
Un arcobaleno nasce sempre incentrato attorno al punto antisolare, che coincide con la testa dell'osservatore, come visto qui sotto nella parte inferiore della cornice.

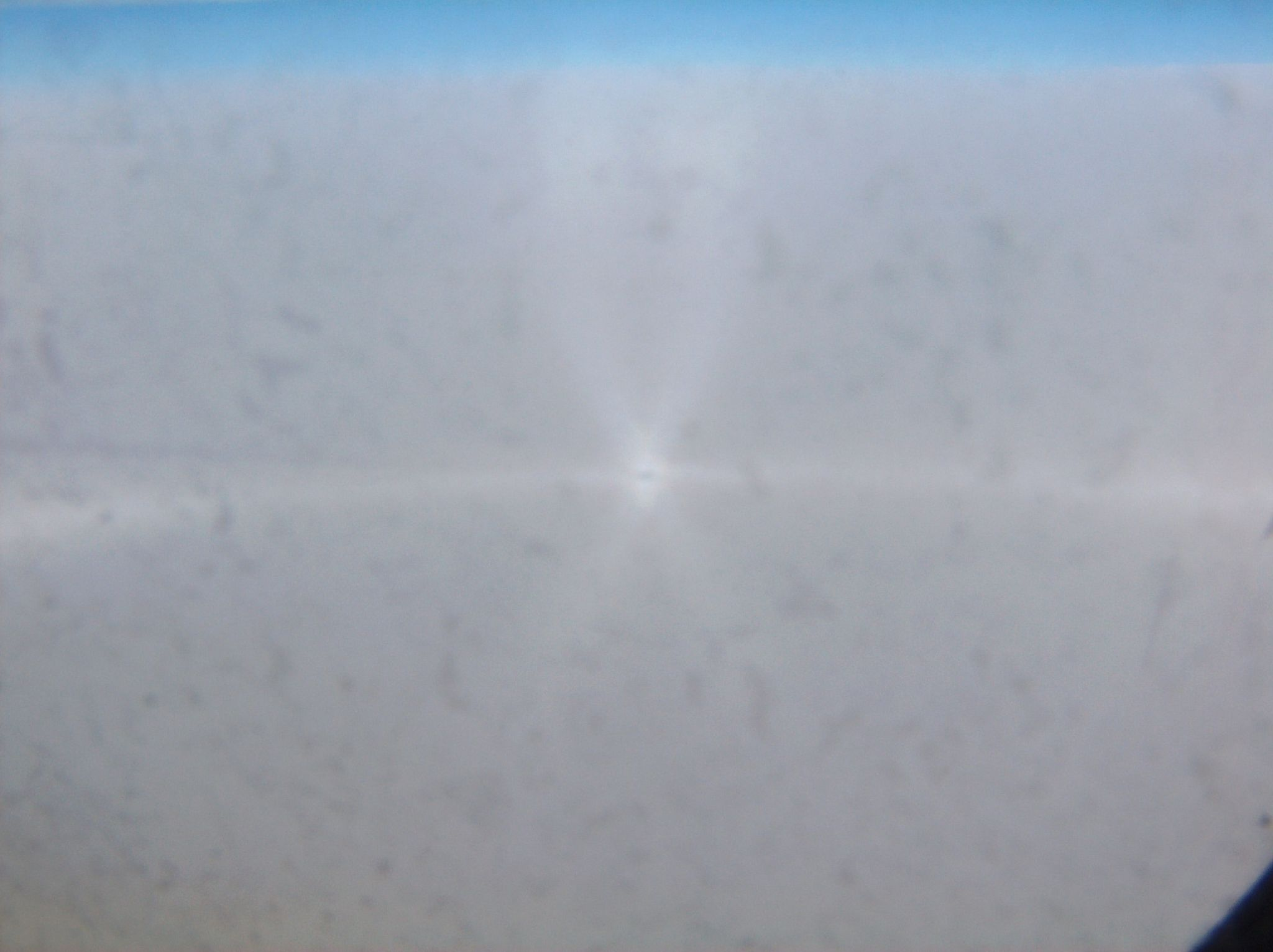
Centrata nel punto antisolare, questa foto presenta vari aloni antisolari / sotto-orizzonti, come si può vedere da un aereo.

Il punto antisolare è il punto astratto nella sfera celeste direttamente opposta al Sole dalla prospettiva di un osservatore. Questo significa che il punto antisolare si trova sull'orizzonte quando il Sole è sotto esso, e viceversa. 

## Descrizione
In un giorno soleggiato, il punto antisolare si può trovare facilmente; si trova all'ombra della testa di chi guarda. Come lo zenit e il nadir, il punto antisolare non rimane fermo nello spazio tridimensionale, al contrario si definisce in relazione all'osservatore. Ogni osservatore ha un punto antisolare che si muove a seconda di come l'osservatore cambia posizione. 
Il punto antisolare crea il centro geometrico di vari fenomeni ottici, inclusi gli aloni, arcobaleni, glorie, l'arco di Brocken e aureole. Occasionalmente, al tramonto o all'alba, i raggi anti crepusculari sembra convergano verso il punto antisolare vicino all'orizzonte. Tuttavia, questa è un'illusione ottica causata dalla prospettiva; in realtà, i "raggi" (ossia, fasce d'ombra) scorrono quasi paralleli tra loro.
Anche intorno al punto antisolare, il bagliore riflesso spesso è visibile in un cielo notturno senza luna, lontano delle luci della città. Nasce della dispersione della luce solare dalla polvere cosmica. In astronomia, la Luna piena o un pianeta in opposizione si trova vicino al punto antisolare. Durante un'eclisse lunare totale, la Luna piena entra nella parte centrale dell'ombra terrestre, che la proietta nella sua atmosfera, nello spazio e verso il punto antisolare. 

## Punto antielico
Il punto antielico spesso si utilizza come sinonimo del punto antisolare, ma i due devono essere differenziati. Mentre il punto antisolare si trova direttamente opposto al sole, sempre al di sotto dell'orizzonte quando il sole è in alto, il punto antielico invece è opposto però alla stessa altezza del sole, e per questa ragione si trova nel cerchio subarelico. Ci sono vari fenomeni di aloni che si focalizzano o che convergono nel punto antielico, come l'antielio, gli archi di Wegener, gli archi di Tricker e lo stesso cerchio parelico.